# 1919 aux Territoires du Nord-Ouest
Chronologie des Territoires du Nord-Ouest
- 1915
- 1916
- 1917
- 1918
- 1919
- 1920
- 1921
- 1922
- 1923

Cette page concerne les événements survenus en 1919 dans le territoire canadien des Territoires du Nord-Ouest.

## Politique
- Premier ministre : Frederick D. White (Commissaire en gouvernement) puis William Wallace Cory (Commissaire en gouvernement)
- Commissaire :
- Législature :